# Rock portugais
Le rock portugais désigne le rock interprété par des groupes et artistes portugais. Le terme est plus couramment employé pour désigner les groupes qui apparaissent après la révolution des Œillets mais qui ne conquièrent le grand public qu'en 1980 avec le succès de la chanson Chico Fininho de l'album Ar de Rock de Rui Veloso, valant à celui-ci le surnom de « père du rock portugais ».
Cependant, le Portugal avait dès les années 1960 une importante scène rock 'n' roll, garage et surf rock ignorée alors du grand public et des médias et dans les années 1960 et 1970 de nombreux groupes de rock psychédélique et de rock progressif émergent comme Quarteto 1111 ou Green Windows (tous deux menés par José Cid), Filarmónica Fraude, Banda do Casaco, Petrus Castrus, souvent victimes de la censure du régime salazariste.

## Histoire

### Débuts
Il semblerait que le rock soit introduit au Portugal au milieu des années 1950. Selon la légende, Walter Behrend en 1955 forme le premier groupe de rock, Walter Behrend e o seu conjunto, dans une cave de Porto fréquentée par les étudiants, y faisant entendre pour la première fois le son d'une guitare électrique sur le sol portugais. En 1956, José Cid crée son premier groupe The Babies, faisant principalement des reprises de Chuck Berry et Fats Domino, mais les principaux pionniers du rock national sont Victor Gomes et Joaquim Costa.
Joaquim Costa, surnommé le « Elvis de Campolide » (quartier du nord de Lisbonne), est l'auteur du premier disque de rock portugais, édité en 1959 dans un tirage limité à deux exemplaires. Il est connu pour ses prestations scéniques d'une rare intensité. Victor Gomes est le leader charismatique des Gatos Negros qui de 1963 à 1965 en chantant le rock américain dans la langue portugaise a su réunir les foules à Lisbonne à une époque où la dictature interdisait toute réunion de plus de cinq personnes.
Dans les années 1960, le rock se développe au Portugal, de nombreux groupes imitant les Rolling Stones, les Shadows ou les Beatles : Paul McCartney, qui dès 1967, fréquentait régulièrement les plages huppées de l'Algarve, a même lancé un groupe local, Jotta Herre, en leur écrivant en 1968 la chanson Penina.

### Années 1970
Dans les années 1970, les groupes de rock progressif comme Yes et Genesis, mais aussi le rock psychédélique de Pink Floyd ou de The Doors remportent un grand succès. Ce sont les principales influences de José Cid, qui en 1967 forme le groupe Quarteto 1111, et de Filarmónica Fraude, créé en 1968 par António Pinho, les premiers groupes de rock progressif portugais. Ces deux groupes, d'inspiration très folk, verront leur premier album censuré par la dictature (en 1969 et 1970). Malgré la chape de plomb imposée par le régime salazariste, a lieu le 8 août 1971 le Festival de Vilar de Mouros (au Nord-Ouest du Portugal, à la frontière avec la Galice) dont la programmation incluait le Quarteto 1111, Elton John, Manfred Mann, parmi d'autres. Comparé par la presse à un « Woodstock portugais », l'événement a réuni 30 000 personnes, dont des hippies venus de toute l'Europe.
En 1973 Quarteto 1111 devient Green Windows et obtient une petite renommée internationale. Cette même année, le groupe des frères Castro, Petrus Castrus, édite l'album Mestre, très influencé par Pink Floyd et Emerson, Lake and Palmer, considéré comme un des meilleurs albums de rock progressif portugais (retiré de la vente par la censure pendant trois mois). En 1974, António Pinho forme le groupe de prog-folk engagé Banda do Casaco sur les ruines de Filarmónica Fraude, mêlant musique traditionnelle portugaise et rock progressif à des paroles sarcastiques et surréalistes.
En 1978, José Cid édite l'album 10.000 anos depois entre Vénus e Marte (10 000 ans après entre Vénus et Mars), sorte d'opéra rock psychédélique, reconnu comme un des 100 meilleurs albums de rock progressif par le magazine américain Billboard. Chant du cygne de ce genre musical au Portugal, car, comme dans le reste de l'Europe, la vague punk rock et post-punk associée à la fin du processus révolutionnaire et la liberté retrouvée va permettre à toute une génération de prendre la parole et les guitares.

### Années 1980

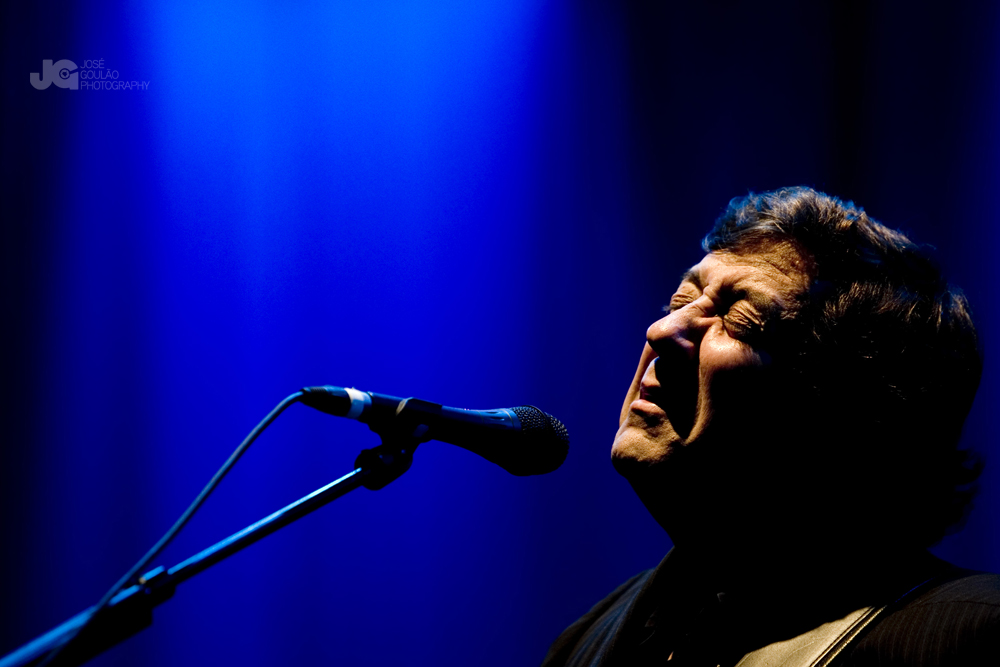
Rui Veloso.

Les années 1980 sont les années les plus prometteuses du Portugal, sur le plan culturel et social. Le pays s'installe dans la démocratie lui permettant de rejoindre la CEE en 1986. Si Rui Veloso, amateur de B.B. King et d'Eric Clapton, est dans l'esprit de beaucoup, le « père du rock portugais », à la suite du succès phénoménal du titre très pop Chico fininho au début de l'année 1980, extrait de son premier album Ar de Rock (jeu de mots avec « hard rock », que l'on pourrait traduire par « un air de rock »), c'est bien dès la fin des années 1970 qu'une nouvelle vague de groupes de rock apparaît, influencés par le punk, le post-punk ou  le hard rock amorçant le boom des années 1980.
Le succès de Rui Veloso permet ainsi l'ouverture aux médias et donc aux ménages portugais d'une scène rock prolifique et variée, chantée le plus souvent dans la langue maternelle et dont les paroles reflètent la vie quotidienne, avec un regard plus ou moins critique. Se succèdent alors dans les charts des groupes dont la longévité ne dépasse pas celle d'un single,  mais certains s'installent plus durablement comme Táxi, groupe new wave créé en 1979, premier disque d'or du rock portugais, Xutos e Pontapés ou UHF, ces deux derniers créés en 1978 et encore en activité, jouissant d'une popularité sans faille. C'est également à partir de 1978 que les premiers groupes punks apparaissent, souvent à l'existence éphémère comme Aqui d'el Rock et As Faíscas. La plupart d'entre eux disparaissent ou adhèrent à l'esthétique post-punk ou new wave. Ainsi, les punks de Os Faíscas deviennent en 1980 le groupe de post-punk Corpo Diplomático, puis de new wave Herois do Mar en 1981 (groupes auxquels participent Pedro Ayres Magalhães et Carlos Maria Trindade, le premier fondateur et le second membre du plus connu internationalement Madredeus).
L'influence de groupes de new wave, cold wave ou synthpop britanniques comme Joy Division, The Cure, Gary Numan, Depeche Mode, Gang of Four ou U2 se fait sentir chez de nombreux groupes de ce « boom » : Herois do Mar (1981) et Sétima Legião (1982) dont l'esthétique (martiale) et les textes perçus comme nationalistes provoquent à leurs débuts la polémique dans un pays fraîchement sorti du fascisme, ou bien encore  GNR (Grupo Novo Rock, reprenant l'acronyme de la Guarda Nacional Republicana, l'équivalent portugais de la Gendarmerie Nationale), premier groupe portugais à remplir un stade de foot (40 000 personnes en 1992), Street Kids (avec Nuno Canavarro), Ocaso Épico, Rádio Macau, Ban...
La vague pop rock envahit également le Portugal, ce qui amènera la création des groupes les plus représentatifs du genre au Portugal Santos & Pecadores et Delfins.
Les années 1980 seront également l'invasion Heavy metal emmenée par Iron Maiden, Black Sabbath, Motörhead et Metallica (groupe de metal international qui connaît le plus de succès au Portugal). Les pionniers du heavy metal portugais sont les groupes Tarantula de Porto et Ramp, à Seixal. La fin des années 1980 sera marquée par le commencement du punk portugais grâce au groupe Peste&Sida. Le groupe de Braga, Mão Morta se forme en 1984 est reste un des plus grands groupes de rock portugais.

### Années 1990
Dans les années 1990, le rock portugais prend une autre tournure, à la suite des multiples genres qui sont apparus lors des années 1980 comme le punk, la new wave, le rock gothique le metal et le pop rock.
Les trois plus grands représentants à ce jour du rock portugais dans le monde vont se créer pendant les années 1990 ; il s'agit de Fonzie Time, Moonspell et de Wraygunn. Ils vont tourner dans le monde, ce qui est assez rare pour des groupes portugais.

### Années 2000-2010
Beaucoup de groupes avec influence rock anglais mais aussi les grands groupes portugais vont se former durant ces années comme EZ Special, Per7ume, Fingertips, Toranja, Classificados, mais aussi des artistes solo comme David Fonseca, Rita Redshoes, et João Pedro Pais.

## Groupes et artistes

### Première vague (1967-1980)
- Quarteto 1111 (formé en 1967)
  - José Cid

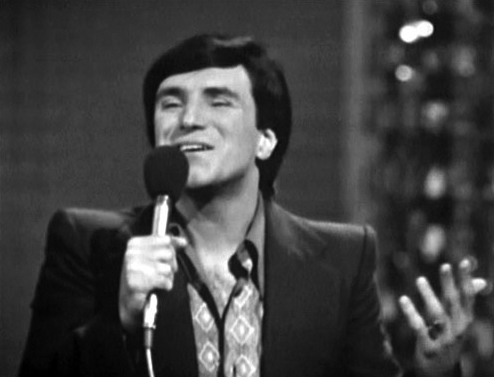
José Cid à la télévision portugaise en 1974.

- Sérgio Godinho (à partir de 1971)
- Green Windows (formé en 1972)
- Tantra (formé en 1977)
- Banda do Casaco

### Seconde vague (1980-1990)
- Xutos e Pontapés
- Rui Veloso
- GNR
- UHF
- Taxi (formé en 1976)
- Ban
- Antonio Variações
- NZZN (formé en 1979)
- Sétima Legião
- Delfins (pt) (formé en 1981)
- Heróis do Mar (formé en 1981)
- Tarantula (formé en 1981)
- Rádio Macau (formé en 1983)
- Mão Morta (formé en 1984)
- Peste & Sida (formé en 1986)

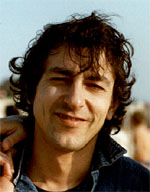
Jorge Palma en 1982.

- Santos & Pecadores (formé en 1987)
- Jorge Palma

### Troisième vague (1990-2000)
- Moonspell
- Censurados
- Corvos
- Cool Hipnoise
- Silence 4
- Clã
- The Gift
- Tara Perdida
- Fonzie Time
- Pedro Abrunhosa
- Paulo Gonzo
- Blind Zero
- Noctivagus

### Quatrième vague (depuis 2000)

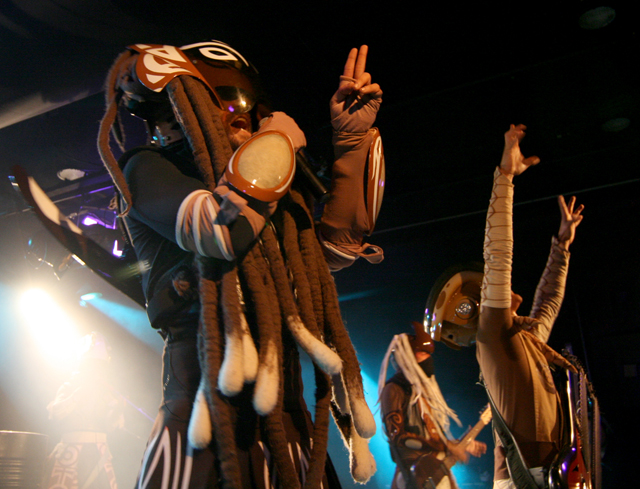
Concert de Blasted Mechanism à Budapest en 2008.

- João Pedro Pais
- Mafalda Veiga
- David Fonseca
- Per7ume
- Blasted Mechanism
- Tara Perdida
- Classificados
- EZ Special
- Wraygunn
- Rita Redshoes
- Toranja
- Fingertips